# Triumfetta trachystema
Triumfetta trachystema är en malvaväxtart som beskrevs av Karl Moritz Schumann. Triumfetta trachystema ingår i släktet triumfettor, och familjen malvaväxter. Inga underarter finns listade i Catalogue of Life.